# Neukirchen beim Heiligen Blut
Neukirchen beim Heiligen Blut (nome ufficiale: Neukirchen b.Hl.Blut) è un comune tedesco di 3 949 abitanti, situato nel land della Baviera.